# مسبار دقيق
المسبار الدقيق(بالإنجليزية: microprobe)‏ هو أداة مخصصة لتطبيق الأشعة المستقرة و المركّزة جيدًا من الجسيمات المشحونة سواء كانت إلكترونات أو أيونات على عينة ما.

## أنواع
عندما يتكون الشعاع الأساسي من إلكترونات متسارعة، يطلق على المسبار إسم مسبار إلكتروني دقيق ، وعندما يتكون الشعاع الأساسي من أيونات متسارعة، يستخدم مصطلح مسبار أيوني دقيق. إضافة إلى ذلك، يمكن أيضًا أن يطلق نفس المصطلح على التقنيات التحليلية البصرية ، و ذلك عندما يتم إعداد الجهاز لتحليل عينات أو مناطق دقيقة من عينات أكبر حجما . وتشمل هذه التقنيات مطيافية رامان الدقيقة، و مطيافية الأشعة تحت الحمراء الدقيقة، و مطيافية LIBS الدقيقة. تتضمن كل هذه التقنيات استخدام المجاهر الضوئية المعدلة لتحديد المنطقة المراد تحليلها، و توجيه شعاع المجس و جمع الإشارة التحليلية بالنهاية.
أما مسبار الليزر الدقيق فهو مطياف كتلة يستخدم التأين بواسطة ليزر نبضي و تحليل الكتلة اللاحقة للأيونات الناتجة.

## الاستخدامات
يستخدم العلماء هذا الشعاع من الجسيمات المشحونة لتحديد التركيب العنصري لمجموعة من المواد الصلبة كالمعادن ، والزجاج ، والصهير. يمكن العثور على التركيب الكيميائي للمواد المستهدفة من البيانات الأولية المستخرجة من خلال الأشعة السينية المنبعثة في حالة كان الشعاع الأساسي يتكون من إلكترونات مشحونة، أو قياس شعاع ثانوي منبعث من مادة متناثرة من الهدف في الحالة التي يتكون فيها الشعاع الأساسي من أيونات مشحونة.
عندما تكون طاقة الأيون في نطاق بضع عشرات من keV (كيلو إلكترون فولت)، تسمى هذه المسبارات الدقيقة عادةً FIB أو الحزمة الأيونية المركزة . تقوم الحزمة الأيونية المركزة بتحويل جزء صغير من تلك المادة إلى بلازما ليتم تحليلها باستخدام نفس التقنيات الأساسية المستخدمة في مطيافية الكتلة .
عندما تكون طاقة الأيونات أعلى، من مئات كيلو إلكترون فولت إلى بضعة ميجا إلكترون فولت، فإنها تسمى بالمسبارات النووية الدقيقة. تعتبر هذه المسبارات أدوات قوية للغاية تستخدم تقنيات تحليل حزمة الأيونات كمجاهر ذات أحجام بقعية في نطاق الميكرو/النانومتر.و يتم تطبيق هذه الأدوات لحل المشاكل العلمية في مجموعة متنوعة من المجالات، من الإلكترونيات الدقيقة إلى الطب الحيوي. بالإضافة إلى تطوير طرق جديدة لاستغلال هذه المسبارات كأدوات تحليلية، فيُطلق على مجال تطبيقاتها النووية المجهرية إسم المجهر النووي ، فقد تم تحقيق تقدم قوي في مجال تعديل تلك المواد مؤخرًا و يمكن وصف معظمها بإسم PBW أو طباعة شعاع البروتون .
يتكون شعاع المسبار النووي  عادة من البروتونات وجسيمات ألفا . إضافة إلى ذلك، تتمتع بعض من تلك المسبارات الأكثر تقدمًا بطاقة شعاعية تزيد عن 2 م.ف. وهذا يمنح الجهاز حساسية عالية جدًا لتركيزات دقيقة من العناصر، حوالي 1 جزء في المليون عند أحجام شعاع أصغر من 1 ميكرومتر . تتكون هذه الحساسية الأولية لأنه عندما يتفاعل الشعاع مع العينة فإنه يصدر أشعة سينية مميزة لكل عنصر موجود في العينة. يُطلق على هذا النوع من الكشف عن الإشعاع إسم PIXE . كما يتم تطبيق تقنيات تحليل أخرى على المجهر النووي بما في ذلك التشتت الخلفي لراذرفورد (RBS)، و STIM ، وما إلى ذلك.
استخدام آخر للمسبارات الدقيقة هو إنتاج أجهزة بحجم ميكروي و نانو، كما هو الحال في الأنظمة الكهروميكانيكية الدقيقة والأنظمة الكهروميكانيكية النانوية . الميزة التي تتمتع بها المسبارات الدقيقة مقارنة بعمليات الطباعة الحجرية الأخرى هي أنه يمكن مسح شعاع الأولى أو توجيهه فوق أي منطقة من العينة. يمكن تشبيه عملية مسح شعاع المسبار الدقيق على أنها مثل استخدام قلم رصاص ذو رأس رفيع للغاية لرسم التصميم الخاص بك على الورق أو في برنامج رسم. في المقابل، تستخدم عمليات الطباعة الحجرية التقليدية الفوتونات التي لا يمكن مسحها ضوئيًا و بالتالي تكون الأقنعة ضرورية لتعريض العينة للإشعاع بشكل انتقائي. و ذلك هو الإشعاع الذي يسبب تغييرات في العينة، مما يسمح بدوره للعلماء و المهندسين بتطوير أجهزة صغيرة مثل المعالجات الدقيقة، وأجهزة قياس التسارع كما هو الحال في معظم أنظمة سلامة السيارات، وما إلى ذلك.